# Rende Calcio 1968 2019-2020
Questa voce raccoglie le informazioni riguardanti il Rende Calcio 1968 nelle competizioni ufficiali della stagione 2019-2020.

## Divise e sponsor
Il fornitore tecnico per la stagione 2019-2020 è Erreà. Lo sponsor di maglia è Calabra Maceri & servizi S.p.A..
| Casa | Trasferta | Terza divisa |

## Rosa
| N. |                          | Ruolo | Calciatore         |
| -- | ------------------------ | ----- | ------------------ |
| 1  | Italia (bandiera)        | P     | Luca Savelloni     |
| 2  | Italia (bandiera)        | D     | Alessandro Negri   |
| 3  | Italia (bandiera)        | D     | Federico Ampollini |
| 4  | Italia (bandiera)        | C     | Daniele Cipolla    |
| 5  | Italia (bandiera)        | C     | Michele Collocolo  |
| 6  | Italia (bandiera)        | D     | Maicol Origlio     |
| 7  | Italia (bandiera)        | A     | Alberto Libertazzi |
| 8  | Italia (bandiera)        | C     | Massimo Loviso     |
| 9  | Italia (bandiera)        | A     | Francesco Vivacqua |
| 10 | Italia (bandiera)        | C     | Alessandro Godano  |
| 11 | Italia (bandiera)        | C     | Riccardo Rossini   |
| 12 | Italia (bandiera)        | P     | Gianmarco Palermo  |
| 13 | Italia (bandiera)        | D     | Gabriele Germinio  |
| 14 | Marocco (bandiera)       | A     | Ismail Achik       |
| 15 | Italia (bandiera)        | D     | Luca Bruno         |
| 16 | Nuova Zelanda (bandiera) | C     | Luca Scimia        |
| 17 | Francia (bandiera)       | C     | Allan Blaze        |

| N. |                           | Ruolo | Calciatore               |
| -- | ------------------------- | ----- | ------------------------ |
| 18 | Italia (bandiera)         | A     | Fabio Morselli           |
| 19 | Costa d'Avorio (bandiera) | C     | Chamberlain Sidibe       |
| 19 | Lettonia (bandiera)       | C     | Aleksejs Saveljevs       |
| 20 | Senegal (bandiera)        | C     | Moussa Ndiaye            |
| 21 | Italia (bandiera)         | D     | Devis Nossa              |
| 22 | Italia (bandiera)         | P     | Davide Borsellini        |
| 23 | Italia (bandiera)         | C     | Mattia Bonetto           |
| 23 | Italia (bandiera)         | C     | Giuseppe Fornito         |
| 24 | Italia (bandiera)         | C     | Michele Carbone          |
| 25 | Costa d'Avorio (bandiera) | A     | Abdoulaye Traoré         |
| 26 | Italia (bandiera)         | A     | Vittorio Vigolo          |
| 27 | Italia (bandiera)         | C     | Emir Murati              |
| 28 | Estonia (bandiera)        | C     | Markus Soomets           |
| 28 | Italia (bandiera)         | C     | Gaetano Navas            |
| 29 | Slovenia (bandiera)       | D     | Vanja Drkušić            |
| 30 | Senegal (bandiera)        | A     | Keba Coly                |
| 31 | Italia (bandiera)         | D     | Ferdinando Vitofrancesco |

## Calciomercato

### Sessione estiva(dall'1/7 al 2/9)
| Acquisti | Acquisti                 | Acquisti           | Acquisti      |
| R.       | Nome                     | da                 | Modalità      |
| -------- | ------------------------ | ------------------ | ------------- |
| D        | Federico Ampollini       | Monza              | svincolato    |
| D        | Luca Bruno               | Siracusa           | svincolato    |
| D        | Devis Nossa              |                    | svincolato    |
| D        | Maicol Origlio           | Monza              | prestito      |
| D        | Ferdinando Vitofrancesco | Audace Cerignola   | svincolato    |
| D        | Vanja Drkušić            | Heerenveen         | definitivo    |
| C        | Giuseppe Caligiuri       | Crema              | svincolato    |
| C        | Michele Collocolo        | Cosenza            | svincolato    |
| C        | Denny Gigliotti          | Virtus Francavilla | fine prestito |
| C        | Massimo Loviso           | Modena             | svincolato    |
| C        | Emir Murati              | Milan              | prestito      |
| C        | Moussa Ndiaye            | Pescara            | definitivo    |
| C        | Emmanuele Offidani       |                    | svincolato    |
| C        | Luca Scimia              | Pescara            | prestito      |
| C        | Ciro Sicuro              | Palermo            | definitivo    |
| C        | Chamberlain Sidibe       | Troina             | definitivo    |
| C        | Markus Soomets           | Tammeka Tartu      | svincolato    |
| A        | Ismail Achik             | Castrovillari      | fine prestito |
| A        | Keba Coly                | Roma               | prestito      |
| A        | Domenico Legato          | Vigor Lamezia      | fine prestito |
| A        | Alberto Libertazzi       | Gozzano            | svincolato    |
| A        | Fabio Morselli           | Pescara            | prestito      |
| A        | Abdoulaye Traoré         | Verona             | prestito      |
| A        | Vittorio Vigolo          | Milan              | definitivo    |

| Cessioni | Cessioni           | Cessioni           | Cessioni      |
| R.       | Nome               | a                  | Modalità      |
| -------- | ------------------ | ------------------ | ------------- |
| D        | Mattia Bei         |                    | svincolato    |
| D        | Antonio Calvanese  |                    | svincolato    |
| D        | Iacopo Galli       |                    | svincolato    |
| D        | Rosario Maddaloni  | Palermo            | fine prestito |
| D        | Alessandro Minelli | Parma              | fine prestito |
| D        | Roberto Sabato     | Cesena             | svincolato    |
| D        | Petar Zivkov       | Reggina            | fine prestito |
| C        | Theophilus Awua    | Spezia             | fine prestito |
| C        | Tommaso Brignoli   | Inter              | fine prestito |
| C        | Domenico Franco    | Cesena             | definitivo    |
| C        | Denny Gigliotti    | Virtus Francavilla | definitivo    |
| C        | Mohamed Laaribi    | Casertana          | svincolato    |
| C        | Alessio Leveque    | Roccella           | svincolato    |
| C        | Orlando Viteritti  | Potenza            | svincolato    |
| A        | Giuseppe Borello   | Crotone            | fine prestito |
| A        | Gustavo Goretta    | Recanatese         | svincolato    |
| A        | Domenico Legato    | Scalea             | definitivo    |
| A        | Maikol Negro       |                    | svincolato    |

### Operazioni tra le due sessioni
| Acquisti | Acquisti | Acquisti | Acquisti |
| R.       | Nome     | da       | Modalità |
| -------- | -------- | -------- | -------- |

| Cessioni | Cessioni        | Cessioni       | Cessioni   |
| R.       | Nome            | a              | Modalità   |
| -------- | --------------- | -------------- | ---------- |
| C        | Mattia Bonetto  | Levico         | svincolato |
| A        | Vittorio Vigolo | Virtus Bergamo | svincolato |

### Sessione invernale(dal 2/1 al 31/1)
| Acquisti | Acquisti           | Acquisti | Acquisti   |
| R.       | Nome               | da       | Modalità   |
| -------- | ------------------ | -------- | ---------- |
| D        | Alessandro Negri   | Milan    | prestito   |
| C        | Giuseppe Fornito   | Catania  | definitivo |
| C        | Gaetano Navas      | Mantova  | definitivo |
| C        | Aleksejs Saveljevs | Verona   | prestito   |

| Cessioni | Cessioni           | Cessioni      | Cessioni   |
| R.       | Nome               | a             | Modalità   |
| -------- | ------------------ | ------------- | ---------- |
| D        | Vanja Drkušić      | Bravo         | definitivo |
| C        | Michele Carbone    | Palmese       | svincolato |
| C        | Chamberlain Sidibe | Acireale      | svincolato |
| C        | Markus Soomets     | Flora Tallinn | definitivo |

### Serie C

#### Girone di andata
| Arbitro: | Fontani (Siena) |

|  |           |           |
|  | Marcatori | 42’ Gatto |

| Arbitro: | Arace (Lugo) |

|                        |           |  |
| Silva 14’ Castaldo 65’ | Marcatori |  |

| Arbitro: | Natilla (Molfetta) |

|             |           |                                  |
| Origlio 40’ | Marcatori | 19’ Partipilo 59’ (rig.) Salzano |

| Arbitro: | Ricci (Firenze) |

|                              |           |  |
| Bunas 15’, 67’ Petermann 26’ | Marcatori |  |

| Arbitro: | Maranese (Ciampino) |

|             |           |             |
| Rossini 73’ | Marcatori | 41’ Bombagi |

| Arbitro: | Fiero (Pistoia) |

|                                                               |           |            |
| Sbampato 42’ Diop 51’, 68’ Alberti 89’ (rig.) Schiavino 90+1’ | Marcatori | 15’ Scimia |

| Arbitro: | Colombo (Como) |

|  |           |              |
|  | Marcatori | 2’ Viteritti |

| Avellino 6 ottobre 2019, ore 15:00 CEST 8ª giornata | Avellino        | 0 – 0 referto | Rende | Stadio Partenio-Adriano Lombardi (3 581 spett.)\| Arbitro: \| Di Graci (Como) \| |
| Arbitro:                                            | Di Graci (Como) |               |       |                                                                                  |

| Arbitro: | Collu (Cagliari) |

|  |           |               |
|  | Marcatori | 81’ Germinale |

| Arbitro: | Acanfora (Castellammare di Stabia) |

|                                                                        |           |                     |
| Atanasov 5’ Sibilia 48’ Tounkara 55’, 65’ Bezzicheri 77’ Simonelli 89’ | Marcatori | 31’ (rig.) Vivacqua |

| Arbitro: | Caldera (Como) |

|                 |           |  |
| Scimia 12’, 37’ | Marcatori |  |

| Arbitro: | Garofalo (Torre del Greco) |

|             |           |              |
| Kanouté 29’ | Marcatori | 27’ Morselli |

| Arbitro: | Marini (Trieste) |

|             |           |                       |
| Rossini 37’ | Marcatori | 12’ Fella 19’ Cuppone |

| Arbitro: | Angelucci (Foligno) |

|                    |           |               |
| Vázquez 64’ (rig.) | Marcatori | 26’ Collocolo |

| Arbitro: | Virgilio (Trapani) |

|           |           |  |
| Nossa 10’ | Marcatori |  |

| Arbitro: | Cascone (Nocera Inferiore) |

|                                                  |           |           |
| Bellomo 22’ Corazza 30’ Rivas 90+3’ Sounas 90+4’ | Marcatori | 74’ Nossa |

| Arbitro: | Miele (Nola) |

|  |           |                                      |
|  | Marcatori | 23’ Simeri 43’, 61’ (rig.) Antenucci |

| Arbitro: | Carrione (Castellammare di Stabia) |

|           |           |  |
| Biondi 7’ | Marcatori |  |

| Arbitro: | Nicolini (Brescia) |

|                   |           |  |
| Vitofrancesco 81’ | Marcatori |  |

#### Girone di ritorno
| Arbitro: | Kumara (Verona) |

|             |           |  |
| Montero 58’ | Marcatori |  |

| Arbitro: | Pashuku (Albano Laziale) |

|                            |           |                   |
| Giannotti 13’ Morselli 34’ | Marcatori | 26’, 48’ D'Angelo |

| Arbitro: | Bitonti (Bologna) |

|                                              |           |                          |
| Vantaggiato 14’ Partipilo 18’ Mammarella 54’ | Marcatori | 59’ (rig.) Vitofrancesco |

| Arbitro: | Emmanuele (Pisa) |

|                |           |              |
| Libertazzi 65’ | Marcatori | 72’ Prezioso |

| Arbitro: | Giordano (Novara) |

|                                   |           |  |
| Cancellotti 17’ Magnaghi 58’, 63’ | Marcatori |  |

| Vibo Valentia 9 febbraio 2020, ore 15:00 CET 25ª giornata | Rende         | 0 – 0 referto | Paganese | Stadio Luigi Razza (152 spett.)\| Arbitro: \| Maggio (Lodi) \| |
| Arbitro:                                                  | Maggio (Lodi) |               |          |                                                                |

| Arbitro: | Rutella (Enna) |

|                        |           |                               |
| Emerson 10’ Coccia 47’ | Marcatori | 1’ Libertazzi 90+3’ Saveljevs |

| Arbitro: | Repace (Perugia) |

|  |           |              |
|  | Marcatori | 81’ Garofalo |

| Arbitro: | Marchetti (Ostia) |

|                             |           |             |
| Germinale 30’, 90+5’ (rig.) | Marcatori | 18’ Rossini |

| Vibo Valentia 1º marzo 2020, ore 15:00 CET 29ª giornata | Rende               | 0 – 0 referto | Viterbese Castrense | Stadio Luigi Razza (70 spett.)\| Arbitro: \| Gariglio (Pinerolo) \| |
| Arbitro:                                                | Gariglio (Pinerolo) |               |                     |                                                                     |

| Arbitro: | Gualtieri (Asti) |

|                    |           |  |
| Lescano 58’ (rig.) | Marcatori |  |

| Vibo Valentia 15 marzo 2020 31ª giornata | Rende | – (annullata) | Catanzaro | Stadio Luigi Razza |

| Monopoli 22 marzo 2020 32ª giornata | Monopoli | – (annullata) | Rende | Stadio Vito Simone Veneziani |

| Vibo Valentia 25 marzo 2020 33ª giornata | Rende | – (annullata) | Virtus Francavilla | Stadio Luigi Razza |

| Potenza 29 marzo 2020 34ª giornata | AZ Picerno | – (annullata) | Rende | Stadio Alfredo Viviani |

| Vibo Valentia 5 aprile 2020 35ª giornata | Rende | – (annullata) | Reggina | Stadio Luigi Razza |

| Bari 11 aprile 2020 36ª giornata | Bari | – (annullata) | Rende | Stadio San Nicola |

| Vibo Valentia 19 aprile 2020 37ª giornata | Rende | – (annullata) | Catania | Stadio Luigi Razza |

| Rieti 26 aprile 2020 38ª giornata | Rieti | – (annullata) | Rende | Stadio Centro d'Italia-Manlio Scopigno |

#### Play-out
| Arbitro: | Carella (Bari) |

|            |           |  |
| Loviso 51’ | Marcatori |  |

| Arbitro: | D'Ascanio (Ancona) |

|                                              |           |  |
| Origlio 2’ (aut.) Esposito 23’ Pitarresi 55’ | Marcatori |  |

### Coppa Italia
| Arbitro: | Tremolada (Monza) |

|                       |           |  |
| Volpe 110’ Paulo 114’ | Marcatori |  |

### Coppa Italia Serie C
| Arbitro: | Arena (Torre del Greco) |

|                                            |           |                       |
| Ferri Marini 30’, 64’ Longo 34’ Murano 90’ | Marcatori | 75’ (rig.) Libertazzi |

## Statistiche

### Statistiche di squadra
- {\displaystyle PT} è il punteggio totale accumulato in classifica fino al momento della sospensione definitiva;
- {\displaystyle MPc} è la media punti realizzati nelle gare disputate in casa fino al momento della sospensione definitiva;
- {\displaystyle NPc} è il numero di partite rimanenti da giocare in casa secondo il calendario ordinario;
- {\displaystyle MPt} è la media punti realizzati nelle gare disputate in trasferta fino al momento della sospensione definitiva;
- {\displaystyle NPt} è il numero di partite rimanenti da giocare in trasferta secondo il calendario ordinario.

| Competizione         | PF     | Punti | In casa | In casa | In casa | In casa | In casa | In casa | In trasferta | In trasferta | In trasferta | In trasferta | In trasferta | In trasferta | Totale | Totale | Totale | Totale | Totale | Totale | DR  |
| Competizione         | PF     | Punti | G       | V       | N       | P       | Gf      | Gs      | G            | V            | N            | P            | Gf           | Gs           | G      | V      | N      | P      | Gf     | Gs     | DR  |
| -------------------- | ------ | ----- | ------- | ------- | ------- | ------- | ------- | ------- | ------------ | ------------ | ------------ | ------------ | ------------ | ------------ | ------ | ------ | ------ | ------ | ------ | ------ | --- |
| Serie C              | 22,800 | 18    | 15      | 3       | 5       | 7       | 10      | 15      | 15           | 0            | 4            | 11           | 9            | 35           | 30     | 3      | 9      | 18     | 19     | 50     | -31 |
| Coppa Italia         | -      | -     | 0       | 0       | 0       | 0       | 0       | 0       | 1            | 0            | 0            | 1            | 0            | 2            | 1      | 0      | 0      | 1      | 0      | 2      | -2  |
| Coppa Italia Serie C | -      | -     | 0       | 0       | 0       | 0       | 0       | 0       | 1            | 0            | 0            | 1            | 1            | 4            | 1      | 0      | 0      | 1      | 1      | 4      | -3  |
| Totale               | 22,800 | 18    | 15      | 3       | 5       | 7       | 10      | 15      | 17           | 0            | 4            | 13           | 10           | 41           | 32     | 3      | 9      | 20     | 20     | 56     | -36 |

### Andamento in campionato
| Giornata  | 1  | 2  | 3  | 4  | 5  | 6  | 7  | 8  | 9  | 10 | 11 | 12 | 13 | 14 | 15 | 16 | 17 | 18 | 19 | 20 | 21 | 22 | 23 | 24 | 25 | 26 | 27 | 28 | 29 | 30 | 31 | 32 | 33 | 34 | 35 | 36 | 37 | 38 |
| --------- | -- | -- | -- | -- | -- | -- | -- | -- | -- | -- | -- | -- | -- | -- | -- | -- | -- | -- | -- | -- | -- | -- | -- | -- | -- | -- | -- | -- | -- | -- | -- | -- | -- | -- | -- | -- | -- | -- |
| Luogo     | C  | T  | C  | T  | C  | T  | C  | T  | C  | T  | C  | T  | C  | T  | C  | T  | C  | T  | C  | T  | C  | T  | C  | T  | C  | T  | C  | T  | C  | T  | C  | T  | C  | T  | C  | T  | C  | T  |
| Risultato | P  | P  | P  | P  | N  | P  | P  | N  | P  | P  | V  | N  | P  | N  | V  | P  | P  | P  | V  | P  | N  | P  | N  | P  | N  | N  | P  | P  | N  | P  | –  | –  | –  | –  | –  | –  | –  | –  |
| Posizione | 16 | 19 | 20 | 19 | 19 | 19 | 20 | 20 | 20 | 20 | 20 | 19 | 20 | 20 | 20 | 20 | 20 | 20 | 18 | 18 | 18 | 18 | 18 | 18 | 18 | 19 | 19 | 19 | 19 | 19 | –  | –  | –  | –  | –  | –  | –  | –  |

Legenda:

Luogo: C = Casa; T = Trasferta. Risultato: V = Vittoria; N = Pareggio; P = Sconfitta.